# Пограбування перед Різдвом
«Пограбування перед Різдвом» (англ. The Heist Before Christmas) — британський різдвяний фільм 2023 року з Тімоті Споллом і Джеймсом Несбітом у головних ролях.

## Сюжет
12-річний Майкі (Бамбер Тодд), який швидко подорослішав, щоб вірити в магію Різдва, знаходить у лісі двох Санта-Клаусів. Один щойно пограбував банк (Джеймс Несбіт) і тікає з грошима, другий Санта (Тімоті Сполл) стверджує, що випав зі своїх саней. У Майкі немає часу на другого чоловіка — він давно вже не вірить у всі ці дурниці про різдвяні дзвіночки, навіть якщо його молодший брат Шон (Джошуа МакЛіс) наполягає на тому, щоб сприймати старого, як справжнє диво. Натомість Майкі рішуче налаштований забрати гроші грабіжника, переконаний, що тільки так він зможе подарувати своїй сім'ї Різдво, якого вони всі так прагнуть. Але коли Майкі ризикує всім заради награбованого, він усвідомлює, що, можливо, дух Різдва все ж таки існує…

## У ролях
| Актор           | Роль                             |
| --------------- | -------------------------------- |
| Тімоті Сполл    | Санта Клаус                      |
| Джеймс Несбіт   | грабіжник в костюмі Санта Клауса |
| Бамбер Тодд     | Майкі                            |
| Джошуа МакЛіс   | Шон, брат Майкі                  |
| Лора Доннеллі   | Патрісія, мама Майкі та Шона     |
| Ллойд Хатчінсон | Брейді, бос Патрісії             |
| Пет Шортті      | директор школи                   |
| Брона Во        | Джорджина, поліціянтка           |

## Виробництво
Фільм, сценарій якого написав Ронан Блейні, під назвою «Радість для світу», був анонсований компанією Sky Group у лютому 2023 року зі зйомками в Белфасті та його околицях. Виробництво було здійснено компаніями SHUK та Calico Pictures. Перед виходом на стрімінгових платформах назву було змінено на «Пограбування перед Різдвом».

### Зйомки
Основні зйомки проходили в Ньютауннаббі та Монкстауні, графство Антрім та Ратфріланді, графство Даун у березні 2023 року. Того ж місяця зйомки також проходили в житловому комплексі Турф Лодж, Белфаст.

### Кастинг
До головних акторів Джеймса Несбіта і Тімоті Сполла приєдналися молоді актори Бамбер Тодд і Джошуа МакЛіс, обидва з Північної Ірландії, яким було 13 й 11 років відповідно.

## Прем'єра
У Великій Британії фільм вийшов на телеканалі Sky Max 24 грудня 2023 року.

## Оцінки критиків
Люсі Менган з Ґардіан оцінила фільм на чотири зірки, назвавши його «чудовою драмою», але нарікаючи на «трохи заплутану кінцівку з кількома незавершеними сюжетними лініями та незрозумілими щасливими кінцівками, в які варто було б додати ще п'ять хвилин або написати ще один варіант третього акту». Нік Хілтон з Індепендент був менш позитивним, оцінивши його у дві зірки, похваливши його «амбітний, антикапіталістичний» підхід, але розкритикувавши його реалізацію як «дешеву» і «незграбну».